# جان گلاور (هنرپیشه)
جان ساورزبی گلاور جونیور (به انگلیسی: John Soursby Glover, Jr) (زاده ۷ اوت ۱۹۴۴) بازیگر آمریکایی است که بیشتر برای بازی در نقش شرورها در فیلم‌ها و سریال‌ها مشهور است؛ از جمله سریال اسمالویل که در آن نقش لاینل لوتر را به عهده داشت. از فیلم‌های او می‌توان به نقطه فروپاشی، فصلی از زندگی بزرگان، بالماسکه و گرملین‌ها ۲ اشاره کرد.

## زندگی شخصی
جان گلاور همجنسگرا است. او در سال ۲۰۱۶ با مجسمه‌سازی به نام آدام کرتسمن (به انگلیسی: Adam Kurtzman) ازدواج کرد که از سال ۱۹۹۳ با او قرار می‌گذاشت. به گفته گلاور او در دهه ۱۹۷۰ با فردی مرکوری خوابیده‌است.